# چالباچی
چالباچی (به لاتین: Chalbachi) یک منطقهٔ مسکونی در روسیه است که در استان آمور واقع شده‌است.